# Wangjing SOHO
Wangjing SOHO (望京 SOHO) è un complesso di tre grattacieli asimmetrici curvilinei, alti rispettivamente 118, 127 e 200 metri, localizzati a Wangjing, un sobborgo di Pechino, in Cina, situato nei pressi dell'aeroporto internazionale di Pechino. Ad esso è annesso un parco pubblico di 60.000 metri quadri.
Secondo Zaha Hadid, l'architetto che ha progettato il complesso, è un "benvenuto e addio a Pechino". Le torri contengono sia uffici che spazi commerciali. Originariamente il SOHO è stato progettato come un complesso a due torri, ma a causa di problemi di altezza è stato progettato come un complesso a tre torri con altezza massima inferiore. Il complesso è stato inaugurato ufficialmente il 20 settembre 2014.